# Aufmacher
Als Aufmacher bezeichnet man in den Printmedien den wichtigsten, auf der Titelseite insbesondere einer Zeitung hervorgehoben präsentierten Artikel. Er ist komplett oder mindestens mit der in großen Lettern gesetzten Schlagzeile auf der oberen Blatthälfte platziert und oft mit einem Bild kombiniert. Beides soll die Aufmerksamkeit des Betrachters erregen. Im redaktionellen Jargon kann mit Aufmacher auch nur das Bild gemeint sein.
In Boulevardzeitungen ist der Aufmacher in der Regel mit einer im Verhältnis zum Text übergroßen, sensationsheischenden und marktschreierischen Schlagzeile versehen. Sein Ziel ist es, das Interesse des potenziellen Kunden zu wecken, der auf die weiteren Informationen neugierig gemacht und zum Kauf des Produkts angeregt werden soll. Der Aufmacher präsentiert sich hier oft in einer Kombination von Letterngröße und knapper, prägnanter und teils reißerischer Sprache. Beispielhaft für typische Aufmacher dieser Art stehen die von der Bild-Zeitung halbseitig mit großen, augenfälligen Buchstaben angekündigten, oft mit grellen Fotos unterlegten Tagesmeldungen auf der Frontseite.
Bei Abonnementzeitungen ist die Überschrift des Aufmachers in der Regel sachlicher formuliert. Jedoch ist der Aufmacher als solcher auch hier durch Platzierung und Letterngröße der Schlagzeile eindeutig markiert.
Der tragende Artikel einer Zeitungsseite wird Seitenaufmacher genannt.
Bei Nachrichtensendungen und Magazinen im Fernsehen, wird der erste Beitrag der Sendung als Aufmacher bezeichnet.
Im Internet benutzt man den Begriff Aufmacher (ein spezieller Anreißer oder Teaser) ebenfalls für den Hinweis auf den wichtigsten Beitrag. Er verweist, meist mit Bild und Text, auf eine Folgeseite.

## Buch und Film
Ende der 1970er Jahre deckte Günter Wallraff mit seinem Buch Der Aufmacher. Der Mann, der bei Bild Hans Esser war fragwürdige Methoden der Bild-Redakteure bei der Tatsachenrecherche auf. Das Buch diente 1982 als Vorlage für den Dokumentarfilm Günter Wallraff – Der Mann, der bei „Bild“ Hans Esser war von Jörg Gfröner und für den Spielfilm The Man Inside (1990) mit Jürgen Prochnow als Günter Wallraff.